# Yekaterinoslavski
Yekaterinoslavski (del ruso: Екатеринославский) es un jútor del raión de Tbilískaya del krai de Krasnodar, en Rusia. Está situado en las tierras bajas de Kubán-Azov, en la orilla izquierda del Kubán, 3 km al sur de Tbilískaya y 98 km al este de Krasnodar, la capital del krai. Tenía 494 habitantes en 2010.
Pertenece al municipio rural Márinskoye.